# Speik

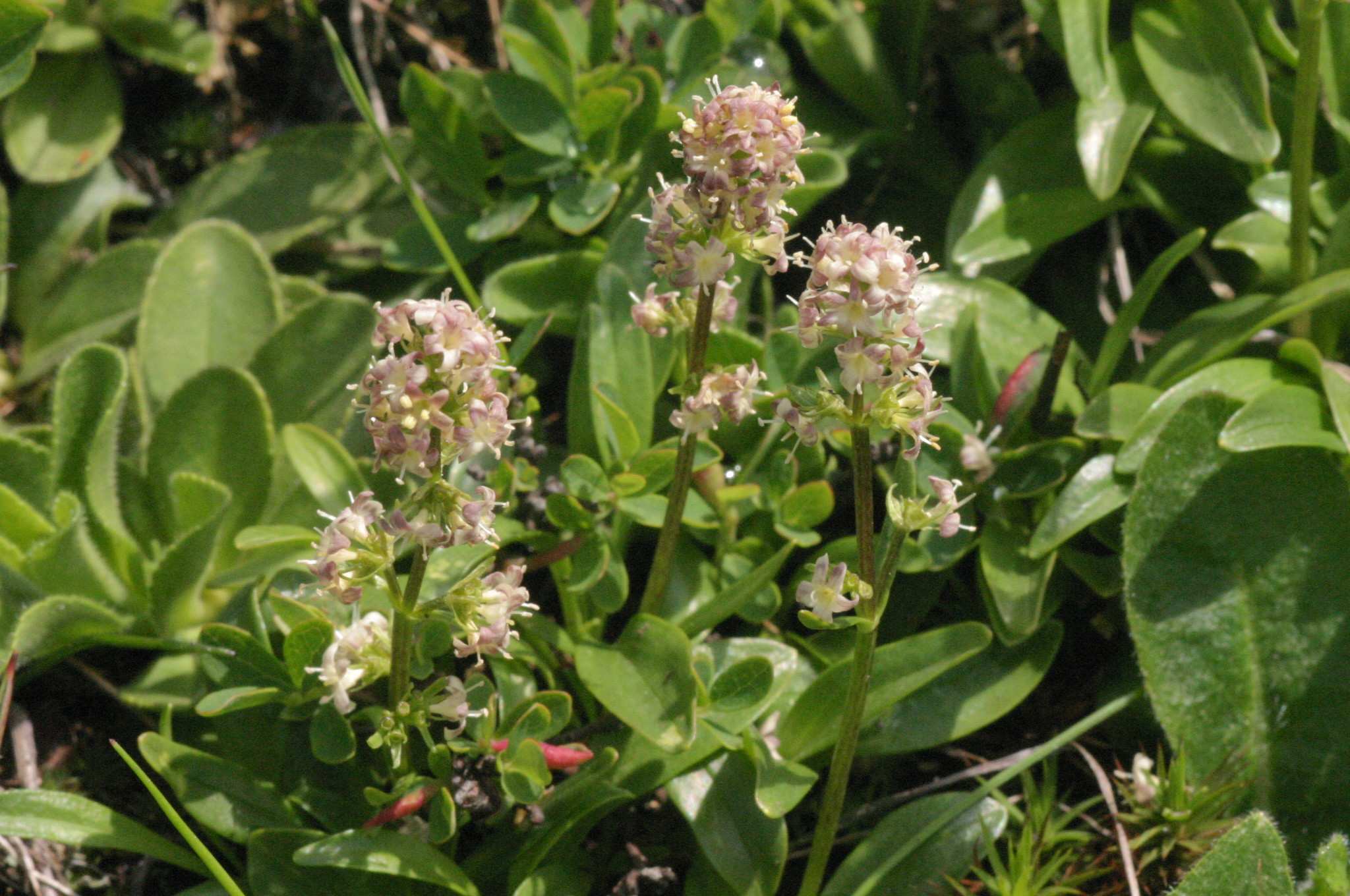
Echter Speik

Als Speik (auch: Speick) werden vor allem in den Alpen prinzipiell stark duftende, aromatische Pflanzen bezeichnet.
- Normalerweise wird hierbei auf den Echten Speik (Valeriana celtica, Alpenbaldrian) verwiesen, dessen Rhizome in der Seifenproduktion verwendet werden.

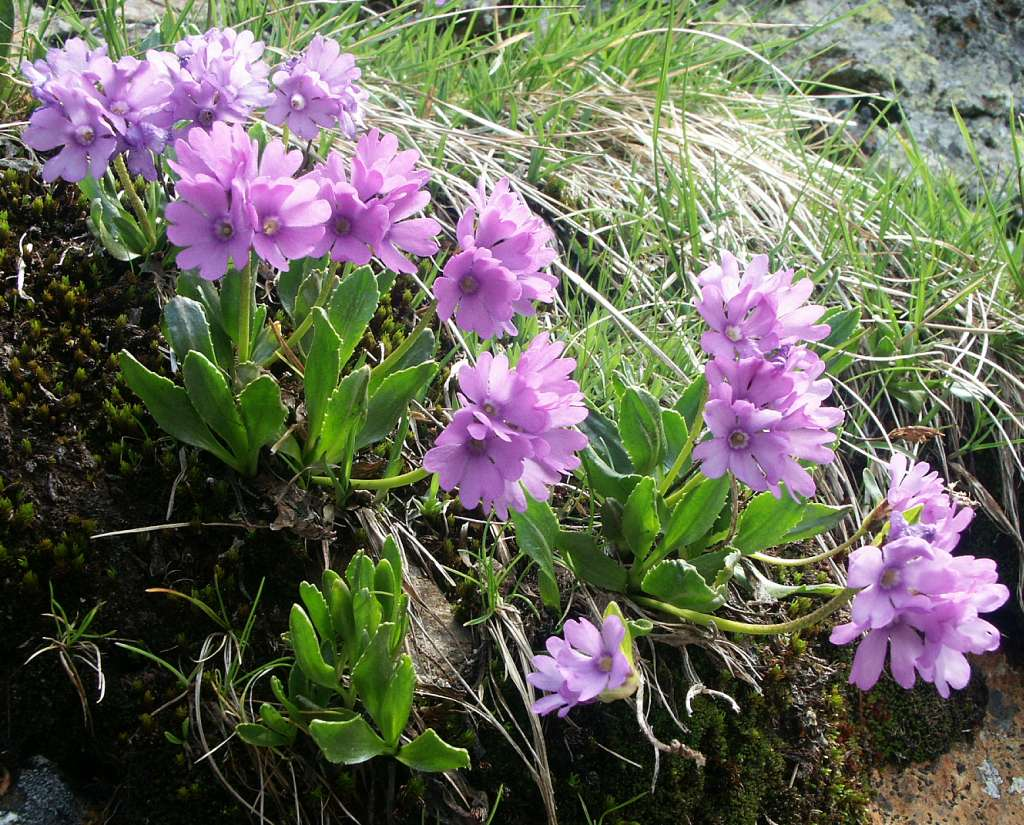
Klebrige Primel (Primula glutinosa)

Es werden aber auch noch andere Pflanzen als Speik bezeichnet, die für ähnliche hygienische Duftöle verwendet wurden:
- Breitblättriger Lavendel (Lavandula latifolia), als Ausgangsmaterial für Spiköl oder Speiköl (Spicae aetheroleum)
- Weißer Speik: Bittere Schafgarbe (Achillea clavenae)
- Roter/Blauer Speik: Klebrige Primel (Primula glutinosa)
- Rossspeik, Gelspeik, Sauspeik: Zwerg-Primel (Primula minima)
- Gelber Speik, Wilder Speik: Aurikel (Primula auricula)
- Frauenspeik: Teufelskralle (Phyteuma)
- Indische Narde (Nardostachys grandiflora v. Nardostachys jatamansi v. Valeriana jatamansi)

Insbesondere in den östlicheren Ostalpen gibt es viele Plätze, die als Speikboden oder Speikkogel bezeichnet werden. Dies bezieht sich dann auf das häufige Auftreten dieser Pflanzen, die systematisch bewirtschaftet wurden. Ein besonderes Zentrum für den Handel mit dem Echten Speik war Judenburg, das in Österreich die Exklusivrechte für den Handel über Venedig in den Orient besaß.